# Kasper Søndergaard
Kasper Søndergaard, danski rokometaš, * 9. junij 1981.
Z dansko rokometno reprezentanco se je uspešno udeležil tekmovanj na vseh stopnjah: evropsko prvenstvo v rokometu (dvakrat zlat in enkrat srebrn), svetovno prvenstvo v rokometu (dvakrat srebrn, enkrat bronast) in olimpijske igre (zlat leta 2016 - v finalu prispeval štiri zadetke za zmago proti Franciji z 28-26). 